# Saint-Cibard
Saint-Cibard är en kommun i departementet Gironde i regionen Nouvelle-Aquitaine i sydvästra Frankrike. Kommunen ligger i kantonen Lussac som tillhör arrondissementet Libourne. År 2022 hade Saint-Cibard 193 invånare.

## Befolkningsutveckling
Antalet invånare i kommunen Saint-Cibard
Referens:INSEE